# Brigada 1 Vânători (1918-1920)
Brigada 1 Vânători a fost o mare unitate de infanterie, de nivel tactic, din Armata României, care a participat la acțiunile militare postbelice, din perioada 1918-1920, fiind formată din Regimentul 1 Vânători și Regimentul 5 Vânători. Brigada a făcut parte din compunerea de luptă a Diviziei 1 Vânători, comandată de generalul de brigadă Dumitru Nicolescu.:p. 315

## Compunerea de luptă
În perioada campaniei din 1919, brigada a avut următoarea compunere de luptă::p. 315
- Brigada 1 Vânători

- Regimentul 1 Vânători - comandant: colonel Victor Basarabescu
- Regimentul 5 Vânători - comandant: colonel Vasile Gagiu

## Participarea la operații

### Campania anului 1919
În cadrul acțiunilor militare postbelice, Brigada 1 Vânători a participat la acțiunile militare în dispozitivul de luptă al Diviziei 1 Vânători, participând la Operația ofensivă la vest de Tisa. În timpul luptelor s-a luat hotărârea ca Brigada 1 Vânători, împreună cu Regimentul 90 ardelenesc să formeze două coloane și să înceapă ofensiva împotriva trupelor maghiare care ocupaseră zona sectorului Csongrad în jurul zilei de 20 iulie 1919. Coloana de sud a reocupat orașul Hódmezővásárhely în noaptea de 21-22 iulie, dar a doua zi a fost atacată de către trupele inamice numeric superioare în marginea localității Mindszent. La data de 23 iulie, coordonându-se acțiunea celor două coloane, Mindszent a fost ocupat de către trupele române după o luptă relativ scurtă, mai apoi, în aceeași zi, fiind ocupat și orașul Szentes. Astfel, în seara zilei de 23 iulie, atacul inamic de la Szentes este cu ușurință respins, toate forțele inamice din sectorul Csongrad fiind alungate peste Tisa. Paza sectorului va fi lăsată în grija trupelor de acoperire, în timp ce Brigada 1 Vânători va fi trimisă spre nord pentru a lua parte la operațiunile decisive ce se desfășoară în sectorul central.:p. 450

## Comandanți
- Colonel D. Niculescu (militar)